# Czarci Jar
Czarci Jar – osada w Polsce położona w województwie warmińsko-mazurskim, w powiecie olsztyńskim, w gminie Olsztynek. Miejscowość wchodzi w skład sołectwa Drwęck. W latach 1975–1998 miejscowość należała administracyjnie do województwa olsztyńskiego.
We wsi mieści się Ośrodek Zarybieniowy Polskiego Związku Wędkarskiego. Położony jest w górnym biegu rzeki Drwęcy, około pół kilometra na zachód od Drwęcka. Znajduje się tu wylęgarnia, 30 stawów wykorzystywanych do hodowli ryb łososiowatych, 20 ha stawów karpiowych.

## Historia
W latach 50. XX w. powstał tu Ośrodek Zarybieniowy PZW. W 2005 roku w Czarcim Jarze mieszkało 7 osób.